# Ruslana Korshunova
Ruslana Sergeyevna Korshunova (født 2. juli 1987 i Almaty, Sovjetunionen, død 28. juni 2008 på Manhattan, New York City, USA) var en kasakisk topmodel af russisk afstamning. 
Efter at have etableret sig inden for modebranchen og prydet forsider på Vogue og Elle, poseret for kampagner for designere som Vera Wang og Nina Ricci, begik Korshunova tilsyneladende selvmord ved at springe ud fra lejligheds balkon den 28. juni 2008.